# Korenita (Loznica)
Korenita (em cirílico: Коренита) é uma vila da Sérvia localizada no município de Loznica, pertencente ao distrito de Mačva, na região de Podrinje Jadar. A sua população era de 2388 habitantes segundo o censo de 2011.

## Demografia
| 1948  | 1953  | 1961  | 1971  | 1981  | 1991  | 2002  | 2011  |
| ----- | ----- | ----- | ----- | ----- | ----- | ----- | ----- |
| 2 983 | 3 208 | 2 971 | 2 733 | 2 713 | 2 777 | 2 680 | 2 388 |